# 黃崇英
黃崇英（？—1875年），又名盤倫四，清末壯族民變領袖，為活躍於中越邊境的黃旗軍首領。

## 生平

### 早年经历
黃崇英，广西省新宁州充禾村人，花名“盘轮四”，又作“盆伦四”、“频邻四”。早年加入广西会党“信义堂”，并成为“堂首”。其兄弟有黄建英（盘轮五）、黄彪英（盘轮七），亦是信义堂的领头人物。新宁州渠卢村人吳淩雲、吴亚终父子是其表亲。

### 反清起义
咸丰元年（1851），受太平天国运动的影响，吴凌云“竖旗聚众，号曰全胜堂”，发动反清起义。黄崇英很可能在此期间也参与了反清运动。咸丰三年（1853），连胜堂纠信义堂自宾州犯上林县。咸丰五年（1855）八月，广东天地会陈开、李文茂率领红巾军进入广西，攻陷浔州府，建立“大成国”,黄崇英率党羽归附了陈开。咸丰十一年（1861）正月，吴凌云建立“延陵国”，封黄崇英为护国侯。清军攻破浔州，大成国覆灭。黄崇英与小张三（三宝堂）等头目逃往镇安府境内。同治三年（1864）十月，黄崇英的表兄吴亚终率“延陵国”残部退往镇安境内，依附小张三，且与黄崇英据守于归顺州的朗家墟。同治四年（1865）十月，黄崇英破西林之者仙、渌邑。同治五年（1866）五月，黄崇英率信义堂众人，随吴亚终、小张三攻打西林，与清军相持月余，最终败散。七月，黄崇英率部众入西林之汪甸、逻里等地，据守利周，窥视泗城府。九月，黄崇英袭取泗城府，生擒知府陈燮埏。黄崇英希望得到清廷的招安，但陈燮埏宁死不从，遂遇害。十月，清军克复泗城府，黄崇英部众从腰马山逃走，前往归顺州与吴亚终部众会合。同治七年（1868）初，面对清军的围剿，吴亚终率主力退往越南高平省、谅山省一带，留黄崇英等人据守归顺州。四月，清军克复归顺，小张三战死。五月，清军攻破三台山据点，吴亚终、黄崇英等人率部退往越南高平省牧马城。

### 占据河杨
同治七年（1868）夏，黄崇英率部脱离吴亚终，前往越南宣光河阳（河杨）一带。九月，黄崇英以“黄英”之名向阮朝乞降，嗣德帝试图招抚黄崇英等人，使之围剿吴亚终部。十月，宣光省臣探知黄崇英并非真心归降，嗣德帝命省臣随机剿抚。十二月，黄崇英再次乞首，宣光省不许，并组织兵勇围剿黄旗军。
嗣德二十二年（1869）二月，黄崇英率部兵临宣光省城，欲迫使阮朝许诺安插黄旗军于聚隆厂，但是阮朝未做正面答复。当时，清军出关围剿吴亚终部，局势对于黄崇英十分不利。三月，水尾土霸何远芳在与黑旗军争夺保胜的战斗中处于劣势，遂派人向黄崇英求援。黄崇英得到何远芳的邀请后，欣然应允，亲率黄旗军大部前往保胜。因刘永福与黄崇英互不信任，造成了双方的激烈火并，相持不下。
1869年，吳亞終在攻打北寧省城的時候中槍身亡，部眾分為黃旗軍、黑旗軍、白旗軍三支。其中，黃旗軍由黃崇英領導，黑旗軍由劉永福領導，白旗軍由盤文二、梁文利領導。翌年，黃崇英在水尾州保樂白苗界內再次舉起反清大旗，並佔據了越南的河楊。黃旗軍和黑旗軍佔據著越南北部山區，設置關卡、向百姓徵收稅收，阮朝官府對此無可奈何。黃旗軍與黑旗軍發生爭奪地盤，互相出兵攻擊。阮朝以黃繼炎為諒平寧太統督軍務大臣，會同山西省軍務贊襄尊室說一起前去討伐。劉永福得知後向阮朝效忠，並協助阮朝攻打黃旗軍。
1872年，法國商人涂普義溯湄公河而上，前往中國雲南貿易。對於這些法國商隊，黃崇英給予放行。翌年，安鄴大尉率法軍突襲北圻，黃崇英派黃旗軍前去帶路，最終攻破了河內，是為北圻變故。

### 去世
1874年，清朝廣西巡撫劉長佑派劉玉成、趙沃出兵越南，協助阮朝鎮壓黃旗軍。翌年，趙沃連破底定縣、襄安府，進兵至保樂，當地土民及白苗投降。黃崇英戰敗，喪失了其在河楊的根據地，逃往永祥府朱尚鄉。尊室說率阮朝官軍前去討伐，大破之，將其擒獲誅殺。此後，黃旗軍勢力逐漸瓦解。